# Ravina II
Ravina II, mort en 499, est un érudit juif, réputé être le dernier des Amoraïm, qui a achevé la rédaction des Gémaras  du Talmud de Babylone. Élevé par sa mère qui lui transmit les idées de son père, mort alors qu'il était enfant, disciple de son oncle Ravina I et de Rav Achi, il fut le doyen de la yeshiva de Soura. Il pensait que la dignité de l'homme prévalait sur l'obéissance aux préceptes de la Torah.